# Polanisia

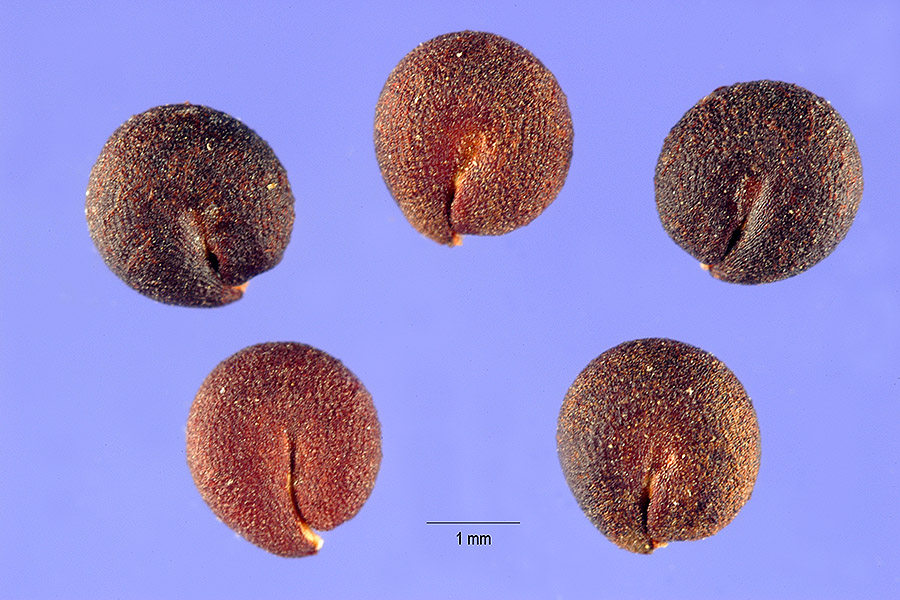
Polinisia dodecandra, simientes.

Polanisia es un género con 45 especies  descritas (de las cuales solo 6 están aceptadas) de plantas con flores perteneciente a la familia Cleomaceae. Todas son endémicas de Norteamérica.

## Etimología
Deriva del Griego polys, numeroso y  anisos, desigual, refiriéndose a los estambres.

## Descripción
Plantas herbáceas anuales o perennes. Los tallos, escasos o numeroso, son glandular-pubescentes y viscosos. Hojas sin estípulas o con estípulas diminutas de 3 lóbulos. Inflorescencia apical o axilar con brácteas. Flores algo zigomorfas, de 4 sépalos iguales y 4 pétalos desiguales de color blanca a purpureo. Tienen de 8 hasta 32 estambres también desiguales y el ginóforo ascendente. Los frutos son cápsulas cilíndricas/oblongas, distalmente dehiscentes, y contienen 12-65 semillas globosas generalmente estriadas y puntuadas, algo espirales.

## Especies aceptadas
- Polanisia dodecandra (L.) DC.
- Polanisia erosa (Nutt.) H.H.Iltis
- Polanisia jamesii (Torr. & A.Gray)
- Polanisia tenuifolia Torr. & A. Gray
- Polanisia trachysperma Torr. & A.Gray
- Polanisia uniglandulosa (Cav.) DC.[2]